# 天和 (麻雀)
天和（テンホウ、テンホー）とは、麻雀における役のひとつ。親の配牌の時点で既に和了の形が完成している状態。役満。英語では「Heavenly Hand」「Blessing of Heaven」と訳される。

## 概要
親の配牌時にしか宣言できない役であるため、親にのみ認められる役である。他に手役を必要とせず、和了の形は四面子一雀頭の基本的な形の他、七対子の形でも国士無双の形でもかまわない。
麻雀牌136枚から無作為に14枚選んだものが和了の形になる確率はおよそ33万分の1であることが知られており、すなわち親の配牌33万回に1回程度の割合で出現する役である。半荘1回あたり親を3回とし、毎日半荘5回ずつ打ったとしても61年に一度しか和了できない計算になり、九蓮宝燈、四槓子と並ぶ希少価値の高い役である。一般に麻雀の役の発生率は打牌の選択や場の状況に左右されるため正確に算出することはできないが（終了した対局のデータから出現率を算出することは可能）、天和は唯一数学的に発生率を算出可能な役である。
101競技連盟は現行のルールでは天和を役として採用していない。
厳密には鳴きが一切ない親の第1ツモ牌を天牌と呼び、その天牌でツモ和了する役が天和である。またもともとは親の第一捨牌を地牌と呼び、その地牌でロン和了する役が地和であった。
その役の性質上、成立時に放銃者がいないため、和了牌を特定する必要がないルールであっても点数の支払い上はツモ和了として扱われる。
必然的に親の役満となるので48000点の16000点オールとなる
親が第1打以前に暗槓を1回以上行い嶺上開花によるツモ和了となった場合、河には1牌も捨て牌がない状態で和了が宣言されることになるが、その和了牌は嶺上牌であり天牌ではないため天和は無効となる。
大正時代に日本で行なわれた公式大会の優勝者が、2回戦で天和大三元をあがったという記録がある。日本では公式戦で役満役が複数含まれる形で和了した唯一の例でもある。
競技麻雀の放送対局では、2015年にRMU所属の月島ひかるが和了している。また、バーチャルYouTuberの配信対局では、四麻では2025年にななしいんく所属の柚原いづみが、
三麻では2023年にNeo-Porte所属の白雪レイドが和了している。
この名には、天の神様からいただいた和了という意味がある。その一方でこの役で和了すると不吉なことが起こると信じている者もおり、お祓いを受ける者もいるという（九蓮宝燈を参照）。